# Накрытие

Пример накрытия: накрытие окружности спиралью, гомеоморфной пространству вещественных чисел

Накрытие — непрерывное сюръективное отображение {\displaystyle p:X\to Y} линейно связного пространства {\displaystyle X} на линейно связное пространство {\displaystyle Y}, такое, что у любой точки {\displaystyle y\in Y} найдётся окрестность {\displaystyle U\subset Y}, полный прообраз которой {\displaystyle p^{-1}(U)} представляет собой объединение попарно непересекающихся областей {\displaystyle V_{k}\subset X}:
{\displaystyle p^{-1}(U)=V_{1}\cup V_{2}\cup \dots },
причём на каждой области {\displaystyle V_{k}} отображение {\displaystyle p:\,V_{k}\to U} является гомеоморфизмом между {\displaystyle V_{k}} и {\displaystyle U}.

## Формальное определение

Отображение {\displaystyle p:X\to Y} линейно связного пространства {\displaystyle X} на линейно связное пространство {\displaystyle Y} называется накрытием, если у любой точки {\displaystyle y\in Y} имеется окрестность {\displaystyle U\subset Y}, для которой существует гомеоморфизм {\displaystyle h:p^{-1}(U)\to U\times \Gamma }, где {\displaystyle \Gamma } — дискретное пространство, такое что если {\displaystyle \pi :U\times \Gamma \to U} обозначает естественную проекцию, то
{\displaystyle p|_{p^{-1}(U)}=\pi \circ h}.

## Связанные определения
- Пространство {\displaystyle Y} называется базой накрытия, а {\displaystyle X} — пространством накрытия (или накрывающим пространством).
- Прообраз {\displaystyle p^{-1}(y)} точки {\displaystyle y\in Y} называют слоем над точкой {\displaystyle y}.
- Число областей {\displaystyle V_{k}} в полном прообразе {\displaystyle p^{-1}(U)} называется числом листов.
  - Если это число конечно и равно {\displaystyle n}, то накрытие называется {\displaystyle n}-листным.
- Накрытие {\displaystyle p\colon {\tilde {Y}}\to Y} называется универсальным, если для любого другого накрытия {\displaystyle q\colon X\to Y} существует накрытие {\displaystyle s\colon {\tilde {Y}}\to X} такое, что {\displaystyle p=q\circ s}.

## Примеры
- Пусть {\displaystyle S^{1}} обозначает единичную окружность комплексной плоскости {\displaystyle S^{1}=\{z\in {\mathbb {C} ||z|=1}\}}.
  - {\displaystyle p:{\mathbb {R} }\to S^{1}},   {\displaystyle p:x\mapsto e^{2\pi ix}}.
  - {\displaystyle p:S^{1}\to S^{1}},   {\displaystyle p:z\mapsto z^{k}}, где {\displaystyle k\neq 0}, {\displaystyle k\in {\mathbb {Z} }}.

## Свойства
- Накрытия являются локальными гомеоморфизмами
- Накрытия являются частным случаем локально тривиальных расслоений. Их можно рассматривать как локально тривиальные расслоения с дискретным слоем.
- Все двулистные накрытия регулярны.
- Универсальное накрытие регулярно.

## Связь с фундаментальной группой
Обычно накрытие рассматривается в предположении связности {\displaystyle X} и {\displaystyle Y} и также локальной односвязности {\displaystyle Y}.
При этих предположениях устанавливается связь между фундаментальными группами {\displaystyle \pi _{1}(X,x_{0})} и {\displaystyle \pi _{1}(Y,y_{0})}: если {\displaystyle p(x_{0})=y_{0}}, то индуцированный гомоморфизм {\displaystyle p:\pi _{1}(X,x_{0})\to \pi _{1}(Y,y_{0})}, отображает {\displaystyle \pi _{1}(X,x_{0})} изоморфно на подгруппу в {\displaystyle \pi _{1}(Y,y_{0})} и, меняя точку {\displaystyle x_{0}} в {\displaystyle p^{-1}(y_{0})}, можно получить в точности все подгруппы из некоторого класса сопряжённых подгрупп.
Если этот класс состоит из одной подгруппы {\displaystyle H} (то есть {\displaystyle H} — нормальный делитель), то накрытие называется регулярным.
В этом случае возникает свободное действие группы {\displaystyle G=\pi _{1}(Y,y_{0})/H} на {\displaystyle X}, причём {\displaystyle p} оказывается факторотображением на пространство орбит {\displaystyle Y}.
Вообще, свободные действия дискретных групп — обычный источник регулярных накрытий (над пространством орбит, хотя и не всякое такое действие задает накрытие, пространство орбит может оказаться неотделимым),
но это так для конечных групп.
Это действие порождается поднятием петель: если петле {\displaystyle q:[0,1]\to Y}, {\displaystyle q(0)=q(1)=y_{0}}, сопоставить единственный путь {\displaystyle {\tilde {q}}:[0,1]\to X}, для которого
{\displaystyle {\tilde {q}}(0)=x_{0}} и {\displaystyle p{\tilde {q}}=q}, то точка {\displaystyle {\tilde {q}}(1)} будет зависеть только от
класса этой петли в {\displaystyle G} и от точки {\displaystyle x_{0}}.
Таким образом, элементу из {\displaystyle G} отвечает перестановка точек в {\displaystyle p^{-1}(y_{0})}.
Эта перестановка не имеет неподвижных точек и непрерывно зависит от точки {\displaystyle y_{0}}.
Это определяет гомеоморфизм {\displaystyle X}, коммутирующий с {\displaystyle p}.

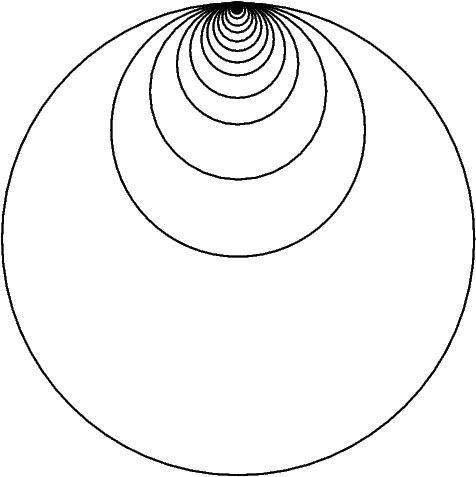
Гавайская серьга — пример пространства, не имеющего универсального накрытия

Пространство неодносвязного универсального накрытия

В общем случае эта конструкция определяет лишь перестановку в {\displaystyle p^{-1}(y_{0})}, то есть имеется действие {\displaystyle \pi _{1}(Y,y_{0})} на {\displaystyle p^{-1}(y_{0})}, называемое монодромией накрытия.
Частным случаем регулярного накрытия является универсальное накрытие, для которого {\displaystyle G=\pi _{1}(Y,y_{0})} или, что эквивалентно, X — односвязно.
Вообще, по каждой группе {\displaystyle H\subset \pi _{1}(Y,y_{0})} однозначно строится накрытие {\displaystyle p:X\to Y}, для которого образ {\displaystyle \pi _{1}(X,x_{0})} есть {\displaystyle H}.
Для любого отображения {\displaystyle f} линейно связного пространства {\displaystyle (Z,z_{0})} в {\displaystyle (Y,y_{0})}
поднятие его до отображения {\displaystyle {\tilde {f}}:(Z,z_{0})\to (X,x_{0})} существует тогда и только тогда, когда образ {\displaystyle f(\pi _{1}(Z,z_{0}))} лежит в {\displaystyle H}.
Между накрытиями {\displaystyle Y} имеется отношение частичного порядка (накрытие накрытия есть накрытие), двойственное включению подгрупп в {\displaystyle \pi _{1}(Y,y_{0})}.
В частности, универсальное накрытие является единственным максимальным
элементом.